# Euphumosia intermedia
Euphumosia intermedia är en tvåvingeart som beskrevs av Eugène Séguy 1935. Euphumosia intermedia ingår i släktet Euphumosia och familjen spyflugor. Inga underarter finns listade i Catalogue of Life.